# Serwilizm
Serwilizm (od łac. servus – niewolnik) – bezkrytyczne podporządkowanie, niewolnicza służalczość.
Po raz pierwszy słowo to weszło do terminologii politycznej w Hiszpanii w 1814 r., kiedy pogardliwą nazwą servile oznaczono stronników krwawych i niekonstytucyjnych rządów Ferdynanda VII. 
W Polsce zaś istnieje opinia:
Dlaczego nadal faworyzowany jest i nagradzany serwilizm, brak etyki, kolesiostwo, ignorancja i głupota? Czy takiej Polski chcieliśmy?